# Telefon-Tracking
Telefon-Tracking ist eine Methode der Erfolgskontrolle für Werbung. Sie basiert auf der technischen Möglichkeit, das Verhalten von Anrufern zu messen und entspricht damit in der Telefonie dem im Internet verwendeten Conversion-Tracking. Beide Verfahren bieten auf unterschiedlichen Kanälen die Möglichkeit, eine Kunden-Response einem bestimmten Werbemittel eindeutig zuordnen.

## Methoden

### Statisches Call Tracking
Beim statischen Call Tracking wird für jedes Medium (Radio, Fernsehen, Webseite, Print) eine spezifische Telefonnummer genutzt, um eingehende Anrufe zu messen. Es ermöglicht die Zuordnung der Anrufe zu bestimmten Medien und die Bewertung der Performance von beispielsweise Printkampagnen. Durch die Verwendung unterschiedlicher Telefonnummern für verschiedene Standorte oder Medien kann auch der Vergleich der Anrufanzahl und Leads zwischen verschiedenen Regionen oder Kanälen durchgeführt werden.

### Kanal- oder Kampagnenbasiertes Call Tracking
Das kanal- oder kampagnenbasierte Call Tracking erweitert das statische Call Tracking, indem Tracking-Nummern innerhalb eines Mediums den verschiedenen Kanälen oder Kampagnen zugewiesen werden. Dadurch können Anrufe von der Webseite in verschiedenen Kanälen (SEA, SEO, Newsletter, Social, Affiliate, Offsite usw.) unterschieden und die Performance jeder einzelnen Kampagne genauer bewertet werden. Diese Methode ermöglicht eine detailliertere Analyse der verschiedenen Kanäle und Kampagnen im Hinblick auf die Anrufgenerierung.

### Dynamisches Call Tracking
Das dynamische Call Tracking ermöglicht eine umfassende Integration der "Call Journey" in die "Web Journey" eines Webseitenbesuchers. Bei dieser Methode wird jedem Besucher einer Webseite eine individuelle Telefonnummer während seiner Session angezeigt. Diese angezeigte Nummer dient als Identifier und ermöglicht die Verfolgung des Nutzerverhaltens, wenn ein Anruf getätigt wird. Informationen über den Anruf werden an das verwendete Tracking-Tool übermittelt und der Anruf wird als Touchpoint in die bestehende Customer Journey integriert. Mit dem dynamischen Call Tracking können granularste Ergebnisse erzeugt werden, beispielsweise die Messung auf Keywordebene. Diese Methode eröffnet neue Möglichkeiten für die Optimierung des Onlinemarketings, da Anrufe genauso messbar sind wie Kontaktformulare.

### Callback-Funktion
Die Callback-Funktion ist ausschließlich webbasiert. Hier gibt der Internet-Benutzer auf der Website eines Werbung treibenden Unternehmens eine Telefonnummer an, unter der er zurückgerufen werden möchte. Sobald der User den Verbindungswunsch per Mausklick bestätigt, vermittelt die dahinter stehende Technik automatisch ein Telefongespräch zwischen dem Werbenden und dem Interessenten.
Gleichzeitig wird über ein Cookie gespeichert, welches Online-Werbemittel zum Telefonerfolg geführt hat. Als webbasierter Service ist dieses Verfahren auf Werbemaßnahmen im Internet beschränkt.

### Rufnummern-Tracking
Im Gegensatz zum Callback-Verfahren beinhaltet das Rufnummern-Tracking keine webbasierten Funktionen, sondern beruht auf einer Telefonserver-Lösung. Hier wird dem Werbungtreibenden im Regelfall eine Vielzahl von Service-Rufnummern für das Kunden-Feedback zur Verfügung gestellt, wobei aber auch Festnetznummern eingesetzt werden können. Auf diese Weise kommuniziert jede Print-Anzeige, jedes Online-Banner und jedes beliebige andere Werbemittel als Response-Element eine individuelle Telefonnummer.
Ruft ein Interessent eine der ausgegebenen Servicenummern an, wird der Anruf durch den Telefonserver zum Unternehmen weitergeleitet und über die verwendete Rufnummer gemessen, auf welches Werbemittel dieser Zielkundenkontakt zurückzuführen ist. Analog dazu wird im Suchmaschinenmarketing  immer genau das Keyword angezeigt, das die Werbeanzeige ausgelöst hat und über die der Kunde auf die Website kam. Durch die zeitgleiche Auswertung der Telefonate und Zuordnung der Service-Rufnummern zu den einzelnen Werbemaßnahmen überwindet diese Methode des Telefon-Trackings auch den Medienbruch von klassischer Werbung, Online-Marketing oder Public-Relations-Maßnahmen zur Telefonie.

### Software für Telefon-Tracking
Der oben beschriebene Medienbruch zwischen Offline- und Online-Werbemaßnahmen kann durch eine spezielle Tracking-Software gelöst werden. Es gibt Anbieter von Trackingsystemen, die die User Journey bzw. Conversionkette (d. h. die Abfolge von Klicks, die bis zur Conversion erfolgen) über alle Werbekanäle messen. Die meisten Systeme beschränken sich jedoch auf den Online-Bereich und vernachlässigen die Werbekontakte in der Offline-Welt und damit wichtige Teile der User Journey. Es könnte z. B. sein, dass ein User zunächst auf ein Werbebanner oder eine Google-Adwords-Anzeige klickt und auf die Website des Online-Shops gelangt. Dann tätigt er einen Anruf, gibt die URL des Shops im Internet ein, bevor er schließlich kauft. Die Offline-Kanäle wie Telefonie werden im üblichen Webtracking dabei nicht abgebildet.
Es gibt bereits einige wenige Anbieter von Trackingsystemen, die das Telefon als Response-Element auf Marketingmaßnahmen berücksichtigen. Ein spezielles Telefon-Tracking-Tool leistet hier Unterstützung. Der Betreiber der Webseite, z. B. ein Online-Shop, bindet hierbei zunächst einen JavaScript-Code auf seiner Seite ein. Klickt ein User auf eine Werbeanzeige, wird ihm ein Cookie zugewiesen. Dem Nutzer wird daraufhin auf der Webseite über den Javascript-Code eine dynamische Telefonnummer angezeigt. Wenn der User diese Nummer wählt, wird mittels einer Server-to-Server-Connection zwischen der Telefontracking-Software und dem Telefonanbieter der eingehende Anruf genau dem User und dem zuletzt angeklickten Werbemittel zugeordnet.
In Google Adwords wird auf dem US-Markt gerade Adwords call metrics getestet. Dieses neue Feature für das Google Werbeanzeigensystem bietet die Möglichkeit, eine kostenlose Service-Rufnummer oder eine lokale Rufnummer zur Verfügung zu stellen, die in den AdWords Anzeigen eingeblendet wird.

## Anwendungsgebiete
Besonders bei hochpreisigen, beratungsintensiven Produkten, wie Autos oder Versicherungen, kommen häufig Rückfragen per Telefon. Die Anrufe finden dabei relativ weit am Ende der Klickkette statt und beschleunigen die Kaufprozesse sogar in einigen Fällen. Um diese Anrufe und die darüber generierten Umsätze korrekt dem Werbekanal zuordnen zu können, spielt das Telefon-Tracking eine wichtige Rolle.
Zudem kann die Bedeutung des Anrufs in der Kaufkette dargestellt und dessen Position ermittelt werden. Nimmt man beispielsweise Conversionketten, die einen Anruf beinhalten, so zeigt sich, dass dieser meist unmittelbar vor dem Umsatz steht. Gleichzeitig kann ermittelt werden, ob der Warenkorb tendenziell höher ist, wenn der Kunde vorher angerufen hat, oder ob die Conversionkette bei Anrufbeteiligung kürzer ist, da die Kaufsicherheit beim Kunden erhöht ist. Diese und andere Analysen sind mithilfe eines Telefon-Trackings möglich und führen zu einer neuen Bewertung des Kanals Telefon und somit der Marketingmaßnahmen in diesem Bereich.
Im Bereich der Suchmaschinenwerbung von Google Adwords kann das Telefon-Tracking bis auf Keyword-Ebene die Anrufe zuordnen. Diese Informationen können für das Kampagnenmanagement genutzt werden, indem z. B. das Cost per Click-Gebot für Keywords mit hoher Anrufrate gesteigert wird. Ohne die Möglichkeiten des Telefon-Trackings ginge die Herkunft der Umsätze verloren, die über das Telefon generiert werden. Die Umsätze werden zwar beispielsweise über das Call-Center gebucht, können jedoch nicht zum Marketingkanal zurückverfolgt werden. Ein Bid-Management-System kann diese Arbeit automatisiert und mit hoher statistischer Genauigkeit durchführen und gemäß individueller Cost-per-Call-Ziele optimieren. Um auf Cost-per-Call- bzw. ROI-Ziele zu optimieren, ist die Anbindung an ein Bid-Management-System nötig.

## Nutzen
Mithilfe eines Telefon-Trackings eröffnen sich für den Marketing-Manager neue Sichtweisen auf die Performance des Online-Marketings. Bisher unterbrach oder beendete ein Telefonkontakt die Klickkette, sodass im Prinzip kein korrekter Cost-per-Order ausgerechnet werden konnte. Diese Hürde des Medienbruchs wird mit dem Telefon-Tracking beseitigt.
Darüber hinaus löst sich mit dieser Tracking-Methode das Problem der korrekten Zuordnung von telefonischen Bestellungen. Von der neuen Technologie profitieren zunächst Online-Händler. Sie erhalten einen genauen Einblick in das Zusammenspiel von Online-Kanälen und dem Telefon. Wenn diese Verkäufe nicht berücksichtigen würden, läge der CPO deutlich höher und die jeweiligen Keywords würden eventuell als unrentabel eingestuft werden.
Außerdem können Agenturen das Telefontracking nutzen, um den Werbeerfolg ihrer Marketingmaßnahmen ihren Kunden auch im Telefon-Bereich auszuweisen. Bisher konnten Agenturen nicht darlegen, wenn ein Käufer aufgrund eines Werbebanners angerufen und gekauft hat.

## Grenzen
Trotz einiger Vorteile stößt auch das Telefon-Tracking an seine Grenzen. Um jeden Anruf einem Keyword zuordnen zu können, bedarf es zum Beispiel einer entsprechend großen Anzahl an Telefonnummern. Bei rund 3 Millionen Page Impressions im Monat mit einem Nummernblock von 500 Telefonnummern kann etwa 45 Minuten lang bis auf Keyword-Ebene gemessen werden. Bei einer höheren Zahl von Impressions ist das Telefon-Tracking zwar immer noch möglich, wird jedoch unschärfer, da die Telefonnummern nur noch auf Ad-Group- oder Kampagnenebene vergeben werden. Bei entsprechender Verteilung der Nummern kann zumindest noch analysiert werden, auf welche Anzeige oder Kampagne der User zuletzt geklickt hat. Einige Anbieter umgehen diese Herausforderung allerdings durch die Veränderung der Größe des Nummernblocks.
Ein weiterer Nachteil für viele Kunden ergibt sich aus der mangelnden Einprägsamkeit der angezeigten Rufnummern. Viele Stammkunden behalten die Nummer eines Anbieters im Gedächtnis. Die automatisch generierten Rufnummern könnten diese Nutzer abschrecken. Das Problem lässt sich vermeiden, indem z. B. nur an Kunden, die über Google-Adwords-Anzeigen auf die Seite gelangen, individuelle Rufnummern vergeben werden.
Ein weiteres Hindernis beim Einsatz des Telefon-Trackings stellen Cookies dar. Wenn ein User diese löscht oder nicht zulässt, wird sowohl das Telefon- als auch das Online-Tracking unterbunden und es können über diesen Besucher keine Daten gesammelt werden.